# Christianisierung Niederösterreichs
Die Christianisierung Niederösterreichs erfolgte von Westen her und wurde vom Bistum Passau betrieben.

## Geschichtlicher Hintergrund
Noricum wurde 15 v. Chr. zur römischen Provinz. Nach dem Rückzug der Römer um 450 n. Chr. besiedelten zunächst Awaren und Slawen den Donauraum, bis um 800 Karl der Große das Gebiet eroberte und als Marcha orientalis in sein Reich eingliederte. Gegen Ende des Jahrhunderts fielen Magyaren ein und besiegten 907 in der Schlacht von Pressburg das ostfränkische Heer, womit sie auch das Land übernahmen. Erst mit der Schlacht auf dem Lechfeld im Jahr 955 wurden die Magyaren zurückgedrängt und endgültig das Land von den Bayern genommen. Mit der schwindenden Gefahr aus dem Osten breiteten sich an den Verkehrswegen und entlang der Donau Siedlungen aus.

## Anfänge
Das Christentum kam erstmals mit römischen Soldaten und Händlern ins heutige Niederösterreich. Herausragend sind Florian von Lorch, der als Kanzleivorstand in Aelium Cetium arbeitete, und Severin von Noricum, der im Donauraum lebte und über dessen Taten die Vita Sancti Severini berichtet. Aus dieser Zeit sind Opferstätten und Friedhöfe erhalten, wie sie im frühen Christentum üblich waren.

## Urpfarren
Über die Christianisierung zwischen 800 und 900 n. Chr. existieren für Niederösterreich kaum originäre Quellen, weil Lehen ohne schriftlichen Vertrag vergeben wurden, womit man sich an Überlieferungen und Artefakte hält. Mit der Eroberung wurde das Land Teil des Bistums Passau und die darin liegenden Klöster wie das Kloster Niederaltaich, das Kloster Niedernburg oder das Kollegiatstift Altötting übernahmen die Missionierung. In dieser Zeit wurden Pfarren entweder auf Königsgut oder auf dem Boden der Klöster errichtet. Die somit in St. Valentin, St. Pölten, St. Andrä, St. Agatha in Hausleiten und St. Michael in der Wachau, St. Martin in Stollhofen (Gemeinde Traismauer), St. Martin am Ybbsfelde, Rust im Tullnerfeld, Neidling, Spitz, Wilhelmsburg, Hadersdorf am Kamp, Absdorf, Mautern an der Donau und Aschbach errichteten Pfarren können als die ältesten Pfarren und als Urpfarren Niederösterreichs angesehen werden. Kennzeichnend ist, dass viele Orte ein Sankt im Namen tragen, was auf eine Ansiedlung um eine namensgebende Kirche hinweist.
In dieser Zeit wurden auch die verbliebenen Reste der awarischen Bevölkerung zwangsweise christianisiert.
Mehrfach bezeugen Bauwerke die Ausbreitung des Christentums, ohne dass darüber schriftliche Quellen vorliegen. In Wieselburg wurde eine Oktogon errichtet, die St. Othmar in Mödling geht auf karolingische Zeit zurück, die Pfarrkirche Bad Fischau-Brunn existierte bereits im 9. Jahrhundert.
Steinakirchen am Forst wurde durch Bischof Wolfgang von Regensburg wiederbesiedelt, wie aus einer Urkunde Kaiser Ottos II. vom 14. Oktober 979 hervorgeht. Eine weitere urkundliche Erwähnung erfolgte 996, als Otto III. dem Bischof von Freising 950 ha Land in Neuhofen an der Ybbs schenkte.

### St. Valentin
Der an der Grenze zu Oberösterreich nach dem Heiligen Valentin benannte Ort wurde bereits im 6. Jahrhundert von Bayern besiedelt. Nachdem die um 700 die Awaren hier wüteten, war der St. Valentin wiederum einer der ersten Orte, die rückerobert wurden. Erstmals genannt werden Kirche und Ort im Jahr 1050 in der Stiftungsurkunde des Klosters Erla, aber die erste Kirche dürfte schon in spätrömischer Zeit entstanden sein, da in den Außenwänden römische Grabsteine vermauert sind.

### St. Pölten
Das römische Aelium Cetium wurde etwa 450 n. Chr. aufgegeben und geräumt. Die Anfänge des heutigen Stiftes St. Pölten gehen auf etwa auf das Jahr 790 zurück, als hier das Kloster Tegernsee ein Tochterkloster gründete und auch die namensgebenden Hippolytreliquien nach St. Pölten brachten. Ab 828 befand sich das Kloster in Besitz des Bistums Passau und die missionarische Tätigkeit erstreckte sich bis in das Großmährische Reich, wie die Kirche am Pöltenberg in Znaim vermuten lässt.

### St. Agatha in Hausleiten
Das Jahr der Gründung ist nicht genau belegt, fällt aber in der Zeit um 900 mit der Missionierung bayerischer Mönche zusammen. Auch der Bezug zur Heiligen Agathe verweist auf Bayern. Der etwas abseits gelegene Ort Hausleiten taucht erst Anfang des 14. Jahrhunderts in Urkunden auf. Von St. Agatha wurden unter anderem die Pfarren Schöngrabern, Hollabrunn, Göllersdorf und Sierndorf gegründet. Südlich davon existierten noch die verschollenen Orte St. Michael und Kirchheim.

### St. Michael in der Wachau
An der Stelle der Wehrkirche in St. Michael befand sich früher eine keltische Opferstätte. Karl der Große ließ um 800 eine kleine Andachtsstätte errichten, die sich zur Pfarre entwickelte. Die erste urkundliche Erwähnung datiert mit 987.

### St. Martin in Stollhofen
Die Martinskirche und St. Ruprecht im benachbarten zu Traismauer haben ihre Wurzeln möglicherweise in spätrömischer Zeit.

### St. Martin am Ybbsfelde
Die Kirche St. Martin wurde erstmals 1147 genannt, dürfte aber ebenfalls weitaus älter sein.

### Neidling
Eine Kirche im Neidlinger Gemeindegebiet wird für das Jahr 828 erwähnt.

### Wilhelmsburg
Vermutet wird eine Besiedlung vor 850, als ein fränkischer Edelmann namens Wilhelm hier eine Burg gründete. Im 10. Jahrhundert wurde die erste Kirche errichtet, 1083 wurde die Stadt unter dem Namen Willehalmspurch erstmals erwähnt.

### Absdorf
Absdorf wurde urkundlich erstmals im Jahr 864 erwähnt, als der deutsche König Ludwig der Fromme das Land an der Schmida der Abtei Niederaltaich schenkte. Im Jahr 1011 erneuerte König Heinrich die Schenkung. Belegt sind die dem Heiligen Mauritius geweihte Kirche, ein Wirtschaftshof und eine Mühle „am Abtsperg“.

### Mautern an der Donau
König Arnolf von Kärnten schenkte das bereits durch den Heiligen Severin bekannte Gebiet um Mautern im Jahr 893 dem Stift Kremsmünster, das zwischen 1045 und 1065 eine Pfarre errichtete.

### Aschbach
Zum ersten Mal wurde Aschbach im Jahr 823 als asbahe erwähnt.

## Mutterpfarren
Nach der Rückeroberung wurde das Land endgültig von Bayern aus besiedelt und auch das Bistum Passau wieder aktiv. Im Jahr 1014 schenkte Kaiser Heinrich II. dem Bistum unter Berengar von Passau fünf Güter, die dort die Mutterpfarren St. Stephan in Krems, St. Stephan in Herzogenburg, St. Stephan in Tulln, St. Stephan in Kirchberg am Wagram und St. Stephan in Stockerau gründeten, die allesamt dem Heiligen Stephan geweiht waren und damit einen Bezug zum Passauer Dom herstellen. Errichtet wurden jeweils eine Kirche und ein Priesterhaus samt einem Gut mit einer Königshufe Land, woraus der Unterhalt der Geistlichen bestritten wurde. Die in Urkunden genannten Orte Sigemaresweret sind mit Altenwörth südlich von Kirchberg und otcinesseuue als ein abgekommener Ort südlich von Stockerau zu identifizieren; hier wurden die Kirchen nach ein paar Jahren in hochwassersicheres Gebiet verlegt.
Knapp danach entstanden von Passau aus auch viele weitere Pfarren mit dem Hl. Stephan geweihten Kirchen, etwa die Pfarre Weistrach, Pfarre Stephanshart, Pfarre Amstetten, Petzenkirchen, Melk, Pfarre Hürm, Zwentendorf, Mautern und Weiten, womit beiderseits der Donau ein eng zusammenhängendes Netz bestand. Die einzig, von diesem Schema abweichende Passauer Gründung war die Pfarre Gaubitsch-Krut in der Mitte des 11. Jahrhunderts.
Um 1050 erfolgte die Gründung weiterer Mutterpfarren, die als babenbergische Eigenpfarren aufscheinen, die aber keine babenbergische Gründungen darstellen, sondern auf vor-babenbergischen Besitzungen liegen. Die erste urkundliche Erwähnung dieser Prarren erfolgte im September 1135 in einem Dokument, in dem Markgraf Leopold III. der Heilige zugunsten des Diözesanbischofs von Passau auf den Zehent im Sprengel von 13 Babenbergischen Eigenpfarren verzichtete. Es sind dies die 13 Großpfarren Meisling, Gars-Eggenburg, Altpölla, Weitersfeld, Pulkau, Eggendorf im Thale, Falkenstein, Mistelbach, Oberleis, Großrußbach, Niederhollabrunn, Klosterneuburg und Alland, die teilweise dem Hl. Stephan geweiht sind.
Markgraf Leopold III. schenkte 1113 dem Stift Melk die Gebiete von Ravelsbach, Wullersdorf, Weikendorf, Mödling und Traiskirchen, die dort, sofern nicht vorhanden, ebenso Pfarren gründeten. Auch diese Gebiete waren vor-babenbergisch und den Babenbergern zugefallen. Dies gilt auch für die Pfarren in der ehemaligen Ungarischen Mark, namentlich die Pfarren Drösing, Stillfried, Hainburg und Unterwaltersdorf, sowie später für die Pfarren in Wien, Mannswörth, Stadlau und Pillichsdorf, die an den Bischof fielen. Ebenso entstanden auch die Pfarren Probstdorf, Leobendorf, Pottenstein und Horn-Neukirchen als frei-eigene Gründungen und in der Pittner Mark entstanden Pfarren in Neunkirchen, Pitten, Fischau und Lanzenkirchen.
Über die Gründung vieler der obengenannten Pfarren existieren keine Urkunden, weshalb allgemein von einer Gründung um 1050 ausgegangen wird. Vereinzelt kann das Datum anhand der Kirchenweihung näher eingegrenzt werden, beispielsweise ist die Pfarrkirche Eggendorf im Thale der Heiligen Afra geweiht, die 1064 heiliggesprochen wurde.

### Meisling
Die erste Pfarre in Meisling war bereits in der Mitte des 11. Jahrhunderts verödet und wurde im Jahre 1111 neu errichtet und dem Stift Lilienfeld inkorporiert.

## Klöster
Das älteste Kloster Niederösterreichs ist das Hippolytuskloster in St. Pölten, das der Legende nach 791 durch das Brüderpaar Adalbert und Ottokar aus dem Kloster Tegernsee gegründet wurde. In diesem Jahr begann auch der Awarenfeldzug Karls des Großen. Das 1784 aufgelassenen Kloster ist heute Bischofssitz.
Stift Göttweig wurde 1083 durch den Bischof Altmann von Passau gegründet und Stift Melk im Jahr 1089 durch Leopold II. und im Jahr 1094 wurde das 1803 aufgelöste Stift Gloggnitz gegründet. Alle diese Klöster sind bzw. waren Benediktinerklöster.